# دوچرخه‌سواری در المپیک تابستانی ۲۰۰۸
دوچرخه‌سواری در بازی‌های المپیک تابستانی ۲۰۰۸ نام رویداد ورزش دوچرخه‌سواری در بازی‌های المپیک تابستانی بود که در سال ۲۰۰۸ در پکن انجام شد.

## رقابت جاده
| رویداد           | طلا                                     | نقره                      | برنز                               |
| رقابت جاده مردان | ساموئل سانچز · اسپانیا                  | فابیان کانچلارا · سوئیس   | الکساندر کولوبنف · روسیه           |
| رقابت جاده زنان  | نیکول کوک · بریتانیای کبیر              | اما یوهانسون · سوئد       | تاتیانا گودرتزو · ایتالیا          |
| تایم تریل مردان  | فابیان کانچلارا · سوئیس                 | گوستاو لارسون · سوئد      | لوی لایفایمر · ایالات متحده آمریکا |
| تایم تریل زنان   | کریستین آرمسترانگ · ایالات متحده آمریکا | اما پولی · بریتانیای کبیر | کارین توریگ · سوئیس                |

## پیست

### مردان
| رویداد          | طلا                                                                       | نقره                                                                                            | برنز                                                                           |
| کیرین           | کریس هوی · بریتانیای کبیر                                                 | راس ادگار · بریتانیای کبیر                                                                      | کیوفومی ناگای · ژاپن                                                           |
| مدیسون          | آرژانتین (ARG) · خوان کروچت · والتر پرز                                   | اسپانیا (ESP) · خوان یانراس · تونی تاولر                                                        | روسیه (RUS) · میخائیل ایگناتیف · الکسی مارکوف                                  |
| رقابت امتیازی   | خوان یانراس · اسپانیا                                                     | راجر کلوگه · آلمان                                                                              | کریس نیوتون · بریتانیای کبیر                                                   |
| تعقیبی انفرادی  | بردلی ویگینز · بریتانیای کبیر                                             | هیدن رولستون · نیوزیلند                                                                         | استیون بورک · بریتانیای کبیر                                                   |
| تعقیبی تیمی     | بریتانیای کبیر (GBR) · اد کلانسی · پل منینگ · گراینت توماس · بردلی ویگینز | دانمارک (DEN) · الکس راسموسن · میکل مارکیو · کاسپر یورنسن · ینس-اریک مادسن · میکل فرک کریستنسن* | نیوزیلند (NZL) · سم بیولی · جسی سرگنت · هیدن رولستون · مارک رایان · وستلی گاف* |
| اسپرینت انفرادی | کریس هوی · بریتانیای کبیر                                                 | جیسون کنی · بریتانیای کبیر                                                                      | میکائل بورگن · فرانسه                                                          |
| اسپرینت تیمی    | بریتانیای کبیر (GBR) · جیمی استاف · جیسون کنی · کریس هوی                  | فرانسه (FRA) · گرگوری بوگ · کوین سیرو · آرنو تورنان                                             | آلمان (GER) · رنه اندرس · ماکسیمیلیان لوی · اشتفان نیمکه                       |

### زنان
| رویداد        | طلا                               | نقره                          | برنز                      |
| رقابت امتیازی | ماریانه ووش · هلند                | یوانکا گونسالس · کوبا         | لیره اولابریا · اسپانیا   |
| تعقیبی        | ربکا رومرو · بریتانیای کبیر       | وندی هووناگل · بریتانیای کبیر | لسیا کالیتوفسکا · اوکراین |
| اسپرینت       | ویکتوریا پندلتون · بریتانیای کبیر | آنا میرز · استرالیا           | گو شوانگ · چین            |

* Participate in the preliminary round only.

## کوهستان
| رویداد | طلا                     | نقره                    | برنز                    |
| مردان  | ژولیان آبسالون · فرانسه | ژان کریستف پرو · فرانسه | نینو شورتر · سوئیس      |
| زنان   | زابینه اشپیتز · آلمان   | مایا ووشچوفسکا · لهستان | ایرینا کالنتیوا · روسیه |

## بی‌ام‌اکس
| رویداد | طلا                       | نقره                         | برنز                                |
| مردان  | ماریس اشترومبرگس · لتونی  | میک دی · ایالات متحده آمریکا | دانی رابینسون · ایالات متحده آمریکا |
| زنان   | آن-کارولین چوسون · فرانسه | لتیسیا لو کورگیه · فرانسه    | جیل کینتنر · ایالات متحده آمریکا    |

## جدول مدال‌ها
| رتبه  | کشورها                    | طلا | نقره | برنز | مجموع |
| ۱     | بریتانیای کبیر (GBR)      | ۸   | ۴    | ۲    | ۱۴    |
| ۲     | فرانسه (FRA)              | ۲   | ۳    | ۱    | ۶     |
| ۳     | اسپانیا (ESP)             | ۲   | ۱    | ۱    | ۴     |
| ۴     | ایالات متحده آمریکا (USA) | ۱   | ۱    | ۳    | ۵     |
| ۵     | سوئیس (SUI)               | ۱   | ۱    | ۲    | ۴     |
| ۶     | آلمان (GER)               | ۱   | ۱    | ۱    | ۳     |
| ۷     | آرژانتین (ARG)            | ۱   | ۰    | ۰    | ۱     |
| ۸     | لتونی (LAT)               | ۱   | ۰    | ۰    | ۱     |
| ۹     | هلند (NED)                | ۱   | ۰    | ۰    | ۱     |
| ۱۰    | سوئد (SWE)                | ۰   | ۲    | ۰    | ۲     |
| ۱۱    | نیوزیلند (NZL)            | ۰   | ۱    | ۱    | ۲     |
| ۱۲    | استرالیا (AUS)            | ۰   | ۱    | ۰    | ۱     |
| ۱۳    | کوبا (CUB)                | ۰   | ۱    | ۰    | ۱     |
| ۱۴    | دانمارک (DEN)             | ۰   | ۱    | ۰    | ۱     |
| ۱۵    | لهستان (POL)              | ۰   | ۱    | ۰    | ۱     |
| ۱۶    | روسیه (RUS)               | ۰   | ۰    | ۳    | ۳     |
| ۱۷    | چین (CHN)                 | ۰   | ۰    | ۱    | ۱     |
| ۱۸    | ایتالیا (ITA)             | ۰   | ۰    | ۱    | ۱     |
| ۱۹    | ژاپن (JPN)                | ۰   | ۰    | ۱    | ۱     |
| ۲۰    | اوکراین (UKR)             | ۰   | ۰    | ۱    | ۱     |
| مجموع | مجموع                     | ۱۸  | ۱۸   | ۱۸   | ۵۴    |